# Joanna Nalewajko-Kulikov
Joanna Elżbieta Nalewajko-Kulikov (ur. 19 kwietnia 1976 w Warszawie) – polska historyczka, dr hab., pracowniczka naukowa w Instytucie Historii im. Tadeusza Manteuffla Polskiej Akademii Nauk, specjalistka z zakresu historii Żydów wschodnioeuropejskich XIX i XX w. oraz historia kultury i języka jidysz.

## Życiorys
W 2001 uzyskała dyplom magistra kulturoznawstwa ze specjalizacją hebraistyka w Instytucie Orientalistycznym Uniwersytetu Warszawskiego i Kolegium Międzywydziałowych Indywidualnych Studiów Humanistycznych na podstawie pracy Żydzi po „stronie aryjskiej” w Warszawie w świetle pamiętników i wspomnień (12.10.1940–1.08.1944). W 2007 w Instytucie Historii im. Tadeusza Manteuffla Polskiej Akademii Nauk (IH PAN) obroniła doktorat z historii na podstawie pracy Od chederu do partii. Biografia żydowskiego komunisty na przykładzie Dawida Sfarda (1905–1981) (promotor: Jerzy Wojciech Borejsza). W 2017 – również w IH PAN – uzyskała habilitację na podstawie książki Mówić we własnym imieniu. Prasa jidyszowa a tworzenie żydowskiej tożsamości narodowej (do 1918 roku).
W latach 2001–2004 pełniła funkcję sekretarza zespołu historycznego tworzonego wówczas Muzeum Historii Żydów Polskich, w 2007 podjęła pracę w IH PAN, gdzie w latach 2011–2017 zajmowała stanowisko adiunkta Zakładzie Historii Idei i Dziejów Inteligencji XIX i XX w. Od 2012 członek kolegium redakcyjnego „Kwartalnika Historii Żydów / Jewish History Quarterly”. Od 2013 jest członkiem zespołu edycji Archiwum Ringelbluma w Żydowskim Instytucie Historycznym, gdzie opracowała w szczególności tomy 28 i 29. Współtwórczyni w 2010, a w latach 2013–2016 prezeska Polskiego Towarzystwa Studiów Jidyszystycznych. W 2017 została członkiem Rady Programowej Żydowskiego Instytutu Historycznego. Członek Europejskiego Stowarzyszenia Studiów Żydowskich (EAJS). Autorka książek, wydawnictw źródłowych, tłumaczeń z jidysz oraz kilkudziesięciu artykułów naukowych. Od 2019 jest redaktorem naczelnym pisma Acta Poloniae Historica.

## Wybrane prace
- Mówić we własnym imieniu. Prasa jidyszowa a tworzenie żydowskiej tożsamości narodowej (do 1918 roku), Warszawa 2016. ISBN 978-83-63352-76-9
- Obywatel Jidyszlandu. Rzecz o żydowskich komunistach w Polsce, Warszawa 2009. ISBN 978-83-75430-64-6
- Strategie przetrwania. Żydzi po aryjskiej stronie Warszawy, Warszawa 2004.ISBN 83-88973-80-0
- Współredakcja: Lesestunde / Lekcja czytania [współred. G. Krzywiec, R. Leiserowitz, S. Lehnstaedt], Warszawa 2013.ISBN 978-83-7543-261-9
- Współredakcja: Studia z dziejów trójjęzycznej prasy żydowskiej na ziemiach polskich (XIX–XX w.), przy współpracy G. P. Bąbiaka i A. J. Cieślikowej, Warszawa 2012.ISBN 978-83-7543-229-9
- Współredakcja: Trudny wiek XX [współred. G. P. Bąbiak], Warszawa 2010.ISBN 978-83-7543-137-7

## Nagrody
- 2010: Nagroda Jana Karskiego i Poli Nireńskiej za całokształt działalności naukowej w dziedzinie studiów polsko-żydowskich.[5]
- 2005: I nagroda dla książki Strategie przetrwania w konkursie Ministerstwa Edukacji Narodowej pt. „Pamięć i doświadczenia II wojny światowej. Przebieg i skutki”.
- 2005: I nagroda Fundacji Naukowej im. Aleksandra Gieysztora za książkę Strategie przetrwania.